# I. e. 166
Évszázadok: i. e. 3. század – i. e. 2. század – i. e. 1. század
Évtizedek: i. e. 210-es évek – i. e. 200-as évek – i. e. 190-es évek – i. e. 180-as évek – i. e. 170-es évek – i. e. 160-as évek – i. e. 150-es évek – i. e. 140-es évek – i. e. 130-as évek – i. e. 120-as évek – i. e. 110-es évek
Évek: i. e. 171 – i. e. 170 – i. e. 169 – i. e. 168 –  i. e. 167 – i. e. 166 – i. e. 165 – i. e. 164 – i. e. 163 – i. e. 162 – i. e. 161

## Események

### Hellenisztikus birodalmak
- IV. Antiokhosz szeleukida király hadjáratra indul a birodalmát keletről fenyegető pártusok ellen. Fiát és birodalma nyugati felének kormányzását miniszterére, Lüsziaszra bízza.
- Meghal a Szeleukidák hellenizáló törekvései ellen fellázadó zsidó pap, Mattatiás. A makkabeus felkelés vezetését harmadik fia, Júdás veszi át.
- A makkabeusok a Beth Horon-i csatában meglepetésszerűen megtámadnak egy jóval nagyobb szír sereget és megfutamítják őket.
- Júdás és a makkabeusok az emmauszi csatában megfutamítják a szeleukida kormányzó, Lüsziasz és hadvezére, Gorgiasz seregét és kiszorítják őket Júdeából.

### Róma
- Marcus Claudius Marcellust és Caius Sulpicius Gallust választják consulnak. Cl. Marcellus az Alpokban lakó gallok, C. Sulpicius a ligurok ellen ér el sikereket.
- A megalesiai játékokon először adják elő Terentius Andria c. komédiáját.
- Meghal a Róma mellett fogságban tartott Perszeusz, volt makedón király (egyes források szerint azért halt meg, mert őrei szándékosan nem hagyták aludni; mások szerint halálra éheztette magát).

### Kína
- Lao-sang hsziungnu király 140 ezer lovasával betör Kínába és 150 km-re megközelíti a fővárost.

## Halálozások
- Mattatiás, a makkabeus felkelés elindítója
- Perszeusz, makedón király

## Fordítás
- Ez a szócikk részben vagy egészben  a(z)   166 BC című angol Wikipédia-szócikk ezen változatának fordításán alapul.  Az eredeti cikk szerkesztőit annak laptörténete sorolja fel. Ez a jelzés csupán a megfogalmazás eredetét és a szerzői jogokat jelzi, nem szolgál a cikkben szereplő információk forrásmegjelöléseként.